# さんいんネットサービス
さんいんネットサービス（San-in Net Service、略称：SNS）は、山陰合同銀行・鳥取県・島根県内の信用金庫（西中国信用金庫を除く）との間のATM・CD利用手数料無料提携サービスである。

## 概要[1]

### 対象金融機関
- 山陰合同銀行
- 西中国信用金庫を除く鳥取県・島根県内の信用金庫（鳥取・倉吉・米子・しまね・島根中央・日本海）

ただし本サービスの他、別の無料提携サービスが適用される場合がある。山陰合同に関しては他に広島銀行・伊予銀行共にATM利用手数料無料提携をしている。島根中央信金に関しては他に島根銀行のしまぎん・中央しんきんネットサービスともATM利用手数料無料提携をしている。他信用金庫相互間に関してはしんきんATMゼロネットサービス等がある。また兵庫県美方郡新温泉町にある鳥取信用金庫の2支店、岡山県真庭市にある倉吉信金の1支店を除き、県外の信用金庫及び県内であっても旧津和野信用金庫の店舗を含む西中国信金は本サービスの対象外である。

### 利用時間と手数料
- 鳥取信用金庫・米子信用金庫・しまね信用金庫のATM
  - 平日 8:45 - 18:00の出金、土曜 9:00 - 14:00の出金：無料
  - 平日 8:00 - 8:45と18:00 - 21:00の出金、土曜 14:00 - 17:00の出金、日曜・祝日 9:00 - 17:00の出金：110円
- 山陰合同銀行・倉吉信用金庫・島根中央信用金庫・日本海信用金庫のATM
  - 平日 8:45 - 18:00の出金：無料
  - 平日 8:00 - 8:45と18:00 - 21:00の出金、土曜・日曜・祝日 9:00 - 17:00の出金：110円

### 対象ATM
- 上記対象金融機関が単独で設置しているATM
- 共同ATMの内、上記対象金融機関の何れかが幹事となるATM

なお、合同銀行と鳥取信用金庫の共同ATMなど、上記対象金融機関同士での共同ATMも存在する。
- 以下のコンビニエンスストアに設置されているATMも対象となる。上記対象金融機関が単独で設置しているATMであり、コンビニATMではない。
  - ポプラ平田一畑店（島根県出雲市）：山陰合同銀行が単独で設置
- 鳥取県・島根県以外では以下のATMが対象となる。
  - 山陰合同銀行
    - 東京支店（東京都中央区）
    - 神戸支店（兵庫県神戸市中央区）
    - 明石支店（兵庫県明石市）
    - 姫路支店（兵庫県姫路市）
    - 加古川支店（兵庫県加古川市）
    - 豊岡支店（兵庫県豊岡市）
    - 岡山支店（岡山県岡山市北区）=2009年5月18日に大元支店を統合
    - 倉敷支店（岡山県倉敷市）
    - 児島支店（岡山県倉敷市）
    - 新見支店（岡山県新見市）
    - 津山支店（岡山県津山市）
    - 広島支店（広島県広島市中区）
    - 広島西支店（広島県広島市中区）=2007年2月13日に横川支店から移転改称、同時に商工センター支店を統合
    - 祇園新道支店（広島県広島市安佐南区）
    - 五日市支店（広島県広島市佐伯区）
    - 福山支店（広島県福山市）

  - 鳥取信用金庫
    - 浜坂支店（兵庫県美方郡新温泉町）
    - 湯村支店（兵庫県美方郡新温泉町）

  - 倉吉信用金庫
    - 真庭支店（岡山県真庭市）

### 対象外ATM
以下のATMは本サービスの対象外となり、下記該当金融機関以外は通常の他行（MICS）利用手数料がかかる。
共同ATMの内、上記対象金融機関以外が幹事となるATM。以下に例示する。
- 鳥取銀行幹事で山陰合同銀行が参加する共同ATM
  - 鳥取赤十字病院
- 鳥取銀行幹事で山陰合同銀行・鳥取信用金庫が参加する共同ATM
  - 鳥取県庁本庁舎
なお、鳥取県庁本庁舎内にある山陰合同銀行鳥取県庁支店のATMは本サービスの対象となる。
  - 鳥取市役所本庁舎
  - 鳥取ショッピングシティ（イオン鳥取店）
  - 鳥取市立病院
- 島根銀行幹事で島根中央信用金庫が参加する共同ATM
  - 島根県立中央病院
なお、島根県立中央病院に設置されている山陰合同銀行の単独ATMは本サービスの対象となる。
- 但馬信用金庫幹事で鳥取信用金庫が参加する共同ATM（山陰合同銀行のみ対象外。理由は下記）
  - 新温泉町役場
他の信用金庫についてはしんきんATMゼロネットサービスが適用される。

コンビニATM
- 「ローソンATM」（さんいんネットサービス内では山陰合同銀行のみが参加。山陰合同銀行は鳥取県内の79台・島根県内の79台を管理（2010年4月30日現在））
- 「イーネット」（さんいんネットサービス内では山陰合同銀行のみが参加。山陰合同銀行は鳥取県内の36台・島根県内の52台を管理（2010年5月24日現在）。ただし、ポプラ倉吉福吉店・中央栄店に設置されているのはJAバンク鳥取単独のポプラ平田一畑店に設置されているのは山陰合同銀行単独の店舗外ATM（コンビニ内ATM）であり、イーネットでは無い。）

鳥取県・島根県であっても以下のATMは対象外となる。
- 西中国信用金庫（島根県・山口県の旧津和野信用金庫の店舗を含む）：2007年1月9日から対象外となる。
  - 益田支店（島根県益田市）=旧・津和野信用金庫益田支店=2012年9月10日におとよし支店=旧・津和野信用金庫益田第二支店を統合
  - 津和野支店（島根県鹿足郡津和野町）=旧・津和野信用金庫本店
  - 日原支店（島根県鹿足郡津和野町）=旧・津和野信用金庫日原支店
  - 吉賀支店・柿木支店（島根県鹿足郡吉賀町）=旧・津和野信用金庫吉賀支店・柿木支店
  - 柿木支店柿木出張所（島根県鹿足郡吉賀町）=ATMのみ
  - 山口支店（山口県山口市）=旧・津和野信用金庫山口支店
  - 山口大学前支店（山口県山口市）=旧・津和野信用金庫山口大学前支店
  - ひめ山支店（山口県山口市）=旧・津和野信用金庫ひめ山支店
  - 徳佐支店（山口県山口市）=旧・津和野信用金庫徳佐支店
  - 生雲支店（山口県山口市）=旧・津和野信用金庫生雲支店
  - 益田赤十字病院に設置されている単独ATM
なお、益田赤十字病院には山陰合同銀行の単独ATMも設置されている。

以下の店舗にはATMが設置されていない。
- 山陰合同銀行
  - 大阪支店（大阪府大阪市北区）=2006年6月5日の移転・空中店舗化に伴いATMを廃止
  - 尼崎支店（兵庫県尼崎市）=2006年11月13日に新設
  - 阪神北支店（兵庫県川西市）=2012年10月1日に新設
  - 西宮支店（兵庫県西宮市）=2012年12月3日に新設

など

## 備考
- 入金・通帳利用取引・当座預金口座のキャッシュカード及び法人キャッシュカードによる利用はそれぞれの自行庫ATMのみとなる。
- 山陰合同銀行の「スーパーマイポイントサービス」によるATM時間外手数料キャッシュバックはそれぞれの提携信用金庫ATMでは適用されない。
- 1月1日 - 3日、5月3日 - 5日は各行庫（一部金融機関を除く）共にATMを稼動させているが、この期間は提携ネットワーク（MICS）が休止している為、それぞれの自行庫ATMでしか利用出来ない（ただし5月3日 - 5日の内の日曜はMICSは通常稼動する為に利用出来る。）。

## 沿革
- 2004年（平成16年）10月1日 - サービス開始。当初は山陰合同銀行と鳥取県・島根県内の信用金庫（鳥取・倉吉・米子・しまね・島根中央・日本海・津和野）が加盟していた。
- 2006年（平成18年）11月6日 - 島根中央信用金庫と出雲信用組合が対等合併し島根中央信用金庫となったことに伴い、対象範囲に旧出雲信用組合の店舗が加わった。
- 2007年（平成19問）1月7日 - この日をもって津和野信用金庫が離脱。同年1月9日に下関信用金庫・吉南信用金庫・宇部信用金庫との対等合併により西中国信用金庫が発足し、本店が山口県下関市となる為に対象範囲から山口県が除外された。